# Рамуш Харадінай
Рамуш Харадінай (алб. Ramush Haradinaj; нар. 3 липня 1968, село Ґлоджане, поблизу Дечани, Косово) — косовський політик, прем'єр-міністр Косова у 2004—2005 та з 9 вересня 2017 року до 3 лютого 2020 року. Колишній лідер збройних формувань косовських албанців, впливовий польовий командир. Очолює партію Альянс за майбутнє Косова.
Після розпаду Югославії Харадінай був командиром АВК/UÇK у західній частини Косова. Після конфлікту Харадінай пішов у політику, але незабаром вийшов у відставку після того, як був звинувачений Міжнародним кримінальним трибуналом по колишній Югославії (ICTY) у скоєнні військових злочинів і злочинів проти людяності відносно сербів, циган і албанців у період з березня по вересень 1998 року, під час війни в Косові. Він був виправданий 3 квітня 2008 року. Прокуратура оскаржила виправдувальний вирок і стверджувала, що вона не мала достатньо часу, щоб закріпити свідчення двох важливих свідків. 21 липня 2010 року Апеляційна палата погодилася і призначила частковий повторний розгляд у Гаазі, Нідерланди. Повторний судовий розгляд зайняв понад два роки, і 29 листопада 2012 Гаазький трибунал знову виправдав Харадіная і його співзвинуваченого Ідріза Балая за всіма пунктами звинувачення.

## Молодість і перші повоєнні роки
Харадінай народився 3 липня 1968 року, другим із дев'яти дітей, в селі Ґлоджане, неподалік Дечан, в Соціалістичному автономному краї Косово. Він провів свою юність у рідному селі з батьками, братами і сестрами, і закінчив початкову школу в Ірзніку та середню школи в Дечанах (Дечан) і Дьяковіце (Джякова). Після закінчення середньої школи в 1987 році, він був призваний на обов'язкову військову службу в Югославській народній армії, де його пізніше підвищили до командира взводу. Після війни в Косово Харадінай відвідував юридичну школу в університеті Пріштіни. Харадінай також здобув ступінь магістра в галузі бізнесу від Американського університету в Косові, який асоційований із Рочестерським технологічним інститутом у штаті Нью-Йорк.

## Проміжні роки
У 1989 році, використовуючи вигадане ім'я, Харадінай емігрував до Люцерну, Швейцарія. Він працював там протягом восьми років як будівельник, охоронець і викидайло в нічному клубі. Оскільки Радянський Союз перейнявся новими внутрішніми проблемами, почалося формування рухів за незалежність серед багатьох народностей Балкан і в інших державах. У Швейцарії Харадінай приєднався до сепаратистського Національного Руху Косова, з якихого виникла Армія визволення Косова. Він мав на меті вийти зі складу Югославії для утворення незалежного Косова. У 1996 році він пройшов диверсійну підготовку в Албанії, потім взяв участь у створенні баз АВК у Кукесі і Тропої. За інформацією ЗМІ, він організував контрабанду зброї в Косово. В одній із цих операцій він потрапив у засідку прикордонних патрулів, під час чого був поранений, а його брат Луан був убитий. У 1998 році Харадінай повернувся у своє рідне місто Ґлоджане в Косово.

## Війна в Косові
Після повернення Харадіная до Косова в лютому 1998 року, там спалахнув конфлікт. Відповідно до обвинувачувального висновку проти Фатміра Лімая, Харадіна Бали й Ісака Мусліу, між 28 лютого і 5 березня сербські сили почали наступ на утримувані АВК села Лікошане, Чірез і Преказ.
Сербські спецслужби напали на три сусідніх села в Дреніце, без попередження вбивши близько 100 мирних жителів у цих трьох селах. Загалом 83 косовських албанця були вбиті. Серед загиблих були літні люди і щонайменше 24 жінки і дитини. Багато хто з жертв були застрелені на близькій відстані, що наводило на думку про розправи без суду й слідства; пізніші повідомлення очевидців підтвердили це. Напади на ці три села стали поворотним пунктом у війні, кількість членів АВК збільшилася, бо чимало албанців почали побоюватися, що їхнє село буде обране наступною мішенню. Наступною мішенню стало рідне село Рамуша Харадіная Ґлоджане (Ґллоджян).
Менш ніж через три тижні після терактів у Дреніцах сербські війська оточили село Ґлоджане і вдалися до подібного нападу. Сім'я Харадіная, однак, уже знала про попередні теракти в Дреніце і захистила село. Вони скористалися своїм чудовим знанням місцевості і місцевих можливостей оборони для кращого ефекту і під керівництвом Харадіная успішно відбили напад. Це завдання було ускладнене через те, що сербські поліцейські сили захопили групу цивільних осіб і використовували їх як живий щит, — примусивши групу марширувати перед сербськими солдатами, які сховалися за ними і намагалися вбити Харадінаїв
У ході перестрілки Рамуш Харадінай був важко поранений під час цього штурму, отримавши кулю в стегно від сербського поліцейського. Він вижив, затуливши рану сиром, який він знайшов у кімнаті, де переховувався. Під час вогневого бою троє юних косовсько-албанських хлопчиків у віці до 18 років було вбито сербськими військовими, що дедалі більше спонукало албанське населення до підтримки АВК. Невідомо, скільки сербських вояків загинуло.
Після успішного відбиття сербської атаки Харадінай отримав керівну посаду в АВК у Західному Косові. У травні 1998 року він почав розглядатися як командир Ґлоджан і навколишніх сіл, а в червні 1998 року став командиром Операційної зони Дукаджін (у Метохії). Близькість Західного Косова до Албанії надавала коридор, через який АВК могла закуповувати зброю. Харадінай утвердився як командир під час важких боїв на своїй території. Коли в Західному Косові протягом весни 1998 року розгорілася війна, сербські та албанські родини почали покидати цей район через страх постраждати від інтенсивних бойових дій, що спалахнули.
У вересні 1998 року, через кілька місяців, тіла 39 осіб були знайдені поблизу Ґлоджан. Жертви були місцевими мешканцями, як албанського, так і сербського походження. Відкриття їхніх тіл призвело до публічних звинувачень у військових злочинах проти Харадіная і його групи.

## Від солдата до політика
Після демілітаризації ВАК слідом за вступом НАТО в Косово в 1999 році, ВАК була перетворена на Корпус захисту Косова (КЗК). У цій новій сили, Харадінай був призначений заступником командира, в Агим Чеку.
Він пішов з КЗК 11 квітня 2000 року, і оголосив, що він йде у політику. За підтримки колишнього комуністичного лідера Махмута Бакаллі, Харадіная заснував Альянс за майбутнє Косова (AAK), й 29 квітня 2000 року він був обраний президентом партії.
Деякі колишні прихильники АВК сподівалися побачити, як Харадінай вступить у політичний союз з Хашимом Тачі, одним із політичних лідерів АВК. До 2000 року Тачі очолював Демократичну партію Косова(PDK). Вони сформували головну опозицію до очолюваної Ібрагімом Руговою Демократичної ліги Косова (LDK), яка була проти АВК. Харадінай заявив, що він сформував нову партію, щоби створити нову парадигму для майбутньої демократичної політики в Косово, залишивши розколи воєнного часу позаду.
Харадінай користувався обмеженим електоральним успіхом до і включаючи вибори 2004 року. Після косовських виборів у жовтні 2004 року він розпочав переговори із коаліційними LDK, на чолі з доктором Руговою, тодішнім президентом Косово. Ругова сформував уряд і призначив Харадіная прем'єр-міністром. В Асамблеї Косова кандидатура Харадіная на пост прем'єр-міністра отримала підтримку 72 членів з 120, і лише троє були проти.
Деякі спостерігачі вважають коаліцію Харадіная з очолюваною Руговою LDK залагоджуванням ворогування на війні і в перші повоєнні часи. PDK встала в опозицію до коаліції. Харадінай, як виявилося, сформував тісні і продуктивні відносини з Ібрагімом Руговою та іншими високопоставленими фігурами в ЛДК.
У лютому 2009 року група повстанців Уганди «Альянс демократичних сил», мусульманська група, попрохала Харадіная бути посередником у мирні перемовинах із центральним урядом у Кампалі.
На 10 листопада 2012 Президент Албанії, Буяр Нішані нагородив Харадіная Орденом Скандербега.

## Процес у справі військових злочинів у ICTY

### Перший судовий процес
Харадінай пропрацював 100 днів як прем'єр-міністр в 2005 році, перш ніж був звинувачений у військових злочинах Міжнародним кримінальним трибуналом по колишній Югославії (МТКЮ) в Гаазі. В обвинувальному висновку стверджувалося, що Харадінай, як командир АВК, вчинив злочини проти людяності і порушення законів та звичаїв війни в період з березня по вересень 1998 року, нібито з метою здійснювати контроль над територією, спрямовані проти цивільних осіб сербського, албанського й циганського походження. Він був виправданий 3 квітня 2008 року через відсутність переконливих доказів.
Коли в березні 2005 року було видано обвинувальний висновок МТКЮ, Харадінай вирішив негайно піти у відставку з поста прем'єр-міністра. Наступного дня він добровільно вирушив до Гааги, де надав себе в розпорядження суду і залишався там протягом двох місяців, поки не був тимчасово звільнений до суду. Глава Місії Організації Об'єднаних Націй в Косові (МООНК) протягом цього часу, Сорен Ессен-Петерсен привітав рішення Харадіная постати перед судом добровільно, похвалив його роботу і описав Харадіная як «близького партнера і друга», незважаючи на повідомлення західної розвідки, що нібито Харадінай був ключовою фігурою в діапазоні між організованою злочинністю і політикою. Посилаючись на поступливість пана Харадіная МТКЮ і той факт, що він не становить ніякої небезпеки під час польоту і ризику для свідків, Судова палата МТКЮ продовжила тимчасове звільнення і дозволила йому чекати суду в його рідному місті Приштині. Крім того, Апеляційна палата пізніше надала Харадінаєві безпрецедентне право для обвинуваченого брати участь у суспільно-політичній діяльності. Така діяльність була, однак, за умови схвалення МООНК. Цей крок був безпрецедентним в історії міжнародного кримінального права і розглядався як відображення того факту, що пан Харадінай добровільно надав себе суду. Критики (і обвинувачення), проте, стверджували, що це зайшло занадто далеко. Обвинувачення стверджувало, що хоча пан Харадінай не становив ніякої загрози для свідків, сама його присутність в Косово могла мати «охолоджуючий» ефект на свідчення.
26 лютого 2007 року Харадінай прилетів до Гааги, щоб суд міг продовжитися. У попередні дні він провів зустрічі з президентом Косово Фатміром Сейдіу, прем'єр-міністром Агімом Чеку, керівником Місії Організації Об'єднаних Націй в Косово Йоахімом Рюккером і різними дипломатичними представництвами. На прес-конференції він закликав громадськість зберігати спокій і був твердий у своєму переконанні, що процес призведе до повного виправдання.
Багаторічний Головний прокурор Міжнародного кримінального трибуналу для колишньої Югославії (МТКЮ) Карла дель Понте незмінно залишалася не в захваті від міжнародної підтримки Харадіная, продовжуючи робити різко негативні висловлювання про нього. Вона сказала німецькій Frankfurter Allgemeine Zeitung, що «відповідно до рішення тимчасово звільнити його, він є фактором стабільності в Косові. Я ніколи не розуміла цього. Для мене він військовий злочинець.»
Суд, до якого спонукала Карла дель Понте,, почався 5 березня 2007 року. і команду захисту Харадіная очолив Королівський юрисконсульт Бен Еммерсон, юрист-міжнародник із прав людини, якого підтримував порадами Родні Діксон, також з Matrix Chambers у Лондоні. Юристів захисту в цілому координував ірландський політичний консультант і фінансист Майкл О'Рейлі. На відкритті справи Карла дель Понте вказала на проблеми обвинувача. Залякування свідків було серйозною проблемою в розслідуванні. Вона стверджувала, що було важко знайти свідків, які були готові дати свідчення не тільки в прокуратуру, але й для суду. «Труднощі в Косово полягали в тому, що нам ніхто не допомагав — ні адміністрація ООН, ні НАТО.»
20 липня 2007 року Рамушеві Харадінаю було відмовлено у проханні про тимчасове звільнення на час літньої перерви в роботі суду. Він отримав друге виняткове тимчасове звільнення над судовою перерви Різдво. Палата винесла своє рішення від 3 квітня 2008 року; не винен. Захисники Харадіная, Балая і Брахіма не викликали жодного свідка захисту на трибуну, вважаюючи, що це не потрібно. Обвинуваченню не вдалося довести до залу суду трьох запланованих свідків. Одного з них було відправлено до психіатричного закладу в той час він був викликаний для дачі. Інший, Шефкет Кабаші, відмовився давати свідчення з посиланням на провал КАП жити до умов, встановлених для його показань. повний виправдувальний вирок Харадіная, однак, приїлися по пошепки, що свідки були залякані. Насправді, під час першого судового розгляду два свідки не з'явилися і боялися їх свідоцтва можна було б вирішальним для результату.
Судді ім'я атмосферу залякування, яка оточувала суду прямо і зазначив: "«Палата зіткнулася зі значними труднощами в забезпеченні показань великої кількості цих свідків Багато цитується страх як видатний причини, що не бажає, щоб постати перед палатою, щоб дати докази. У цьому зв'язку, палата отримала сильне враження, що судовий процес був проходить в атмосфері, де свідки почувають себе в небезпеці через низку факторів, викладених у суді».

## Арешти в Словенії та Франції
У червні 2015 року Харадиная заарештувала словенська поліція, але він був звільнений через два дні після дипломатичного тиску.
5 січня 2017 року, після прибуття в аеропорт Базеля-Мюлуза, під час польоту з Приштини, Харадинай був заарештований за сербським ордером на арешт прикордонною поліцією Франції. Влада Сербії настійно закликала Францію терміново екстрадувати Харадиная, посилаючись на те, що він «особисто брав участь у тортур, вбивстві та згвалтуваннях мирних жителів». Директор Сербського бюро для Косово і Метохії Марко Джурич сказав, що він «здивований тим, що Сербія критикується за щось, тоді як злочинець, як цей, є вільним». Він додав, що: «Сербія надсилає попередження про те, що вона не приймає підроблене правосуддя, згідно з яким вбивство та злочини допускаються, якщо в них зацікавлені великі держави. Як Франція реагує на ордери Сербії, так і ми будемо реагувати на їхні». Міністр юстиції Сербії Нела Кубурович заявила, що «вся міжнародна спільнота зобов'язана переслідувати підозрюваних у військових злочинах».
У відповідь на цю подію представник США Еліот Енгель заявив, що «мова йде не про верховенство закону та правосуддя. Міжнародні суди двічі звільнили пана Харадиная, що лише посилює напруженість і збільшує можливість майбутніх конфліктів. Я закликаю судові органи Франції якнайшвидше прискорити процедуру та звільнити пана Харадиная». Він також заявив, що «Сербія зловживає червоною карткою Інтерполу і, таким чином, суттєво порушуючи це зобов'язання, ЄС не повинен сприяти вступу Сербії, поки не повернеться на шлях нормалізації відносин з Косовим».
27 квітня 2017 року французький суд відмовив сербському проханню про видачу Рамуша Харадіная і звільнив його.

## Суперечності

### Скандали
У 2000 році Рамуш Харадінай влаштував бійку з російськими солдатами на контрольно-пропускному пункті СДК і був поранений. Згідно з доповіддю німецькій газеті «Tagesspiegel», солдати виявили швейцарську штурмову гвинтівку в багажнику Харадіная.

### Релігія
Харадінай не вважає себе мусульманином, він заявив, що «з покоління в покоління члени моєї родини були католиками. Я не знаю, чому я мусульманин. Я ніколи не був у мечеті, не прохав про щось іще, сказав Харадінай».

## Сім'я й особисте життя
Предки Харадіная походять із Ібалле, Пука у Північній Албанії, звідки вони потім переселилися до Косова
Його батько, мати й решта членів родини досі мешкають у родинному домі у громаді Ґлоджане. Раніше він був одружений з фінською жінкою, від якої він має неповнолітнього сина, Шкельзена. Рамуш Харадінай одружений з репортеркою RTK Анітою Харадінай, у них двоє синів і донька.
Харадінай має п'ятеро братів. Двоє з них, Луан і Шкельзен, були вбиті як члени АВК під час боїв з сербськими силами безпеки. У грудні 2002 року брат Харадіная Даут засуджений судом ООН в Косово за участь у викраденні і вбивстві чотирьох косовських албанців, які належали до FARK, збройного формування косовських албанців і конкурентів АВК, до п'яти років в'язниці. Енвер Харадінай, інший брат Рамуша, був убитий в квітні 2005 року пострілами з проїжджаючого авто в Косові. Згідно з силами безпеки ООН, то було протистояння між конкуруючими косовсько-албанськими кланами. Молодший брат Фрашер був ще студентом за станом на 2007 рік і працював у службі тепер уже колишніх Тимчасових Інституцій Самоврядування.
Його батько, мати і інші члени сім'ї і досі мешкають в родинному будинку в громаді Ґлоджан.
Крім албанської мови, Харадінай володіє англійською, французькою та німецькою. Він також розмовляє сербською, вживаючи її в інтерв'ю та промовах до косовської сербської громади, за його словами, щоб «засвідчити повагу».

### Книги
- Bardh Hamzaj, A Narrative about War and Freedom, Pristina: Zëri Biblioteka Publicistike, 2000, албанською мовою
- Bardh Hamzaj, The Peace of the General: The End of War, 2007, англійською мовою

### Вебсайти
- Ramush Haradinaj[недоступне посилання з липня 2019]